# David Cardoso
José Darcy Cardoso (Maracaju, Brasil, 1942),conegut artísticament com a David Cardoso, és un actor, director, guionista i productor brasiler.

## Biografia
José Darcy Cardoso va néixer en 1942 a la ciutat brasilera de Maracaju i es va criar a Campo Grande, on va completar els seus estudis secundaris i va prestar servei militar. En 1963 es va mudar a São Paulo i va compaginar la seva carrera en direcció amb el seu treball al periòdic Folha de S. Paulo. Un any després va abandonar els estudis i va començar a treballar per a la companyia cinematogràfica de Amácio Mazzaropi, Pam Films. Va debutar com continuista en la pel·lícula O Lamparina (1964), en la qual a més va realitzar un petit paper com a actor, i des de llavors es va exercir en aquests mateixos rols i com a director de producció. En 1973 va fundar Dacar Produções Cinematogràfiques i quatre anys després es va iniciar en la direcció amb Dezenove Mulheres e Um Homem, pel·lícula que a més va escriure i va produir. Va treballar en nombroses pel·lícules del subgènere pornochanchada i el 1983 a la telenovel·la O Homem Proibido.

## Treballs com a actor de cinema
| Any  | Títol                                      | Personatge            |
| ---- | ------------------------------------------ | --------------------- |
| 1963 | O lamparina                                | Rapaz da fazenda      |
| 1964 | Meu Japão Brasileiro                       |                       |
| 1964 | Noite Vazia                                | Rapaz desavisado      |
| 1964 | Vidas Estranhas                            | Enfermeiro            |
| 1966 | Corpo Ardente                              | Sobrinho              |
| 1967 | Férias no Sul                              | Celso                 |
| 1968 | Agnaldo, perigo à vista                    | Baby                  |
| 1970 | A Moreninha                                | Augusto               |
| 1970 | Os Maridos Traem... e as Mulheres Subtraem | Johnny Aleluia        |
| 1970 | Se Meu Dólar Falasse                       | Gustavo               |
| 1971 | A Herança                                  | Augusto               |
| 1971 | A Infidelidade ao Alcance de Todos         | Caito                 |
| 1971 | Quando as mulheres paqueram                |                       |
| 1972 | Corrida em busca do amor                   | Ronaldo               |
| 1972 | Sinal vermelho - as fêmeas                 | Nivaldo               |
| 1973 | Caingangue, a pontaria do diabo            | Caingangue            |
| 1973 | Trindade… é meu nome                       | Trindad               |
| 1974 | A Ilha do Desejo                           | Gilberto              |
| 1974 | Sedução                                    | Omar                  |
| 1974 | Caçada Sangrenta                           | Nequinho              |
| 1976 | Amadas e Violentadas                       | Leandro               |
| 1976 | Possuída pelo Pecado                       | André Albino de Souza |
| 1977 | Dezenove Mulheres e Um Homem               | Rubens                |
| 1978 | Bandido, Fúria do Sexo                     | Teo                   |
| 1979 | Desejo Selvagem                            | Tigre                 |
| 1979 | E agora José? - tortura do sexo            |                       |
| 1979 | O amante de minha mulher                   | André                 |
| 1979 | O Guarani                                  | Peri                  |
| 1980 | Corpo Devasso                              | Beto                  |
| 1981 | Pornô!                                     | Romano                |
| 1981 | As Seis Mulheres de Adão                   | Adão                  |
| 1982 | A Noite das Taras 2                        |                       |
| 1983 | A Freira e a Tortura                       | Delegado              |
| 1983 | Caçadas Eróticas                           | Ricardo               |
| 1983 | Corpo e alma de mulher                     |                       |
| 1984 | Tentação na Cama                           | Roberto               |
| 1985 | Estou com Aids                             |                       |
| 1985 | Novas Sacanagens do Viciado em C...        |                       |
| 1988 | O Dia do Gato                              | Gato                  |
| 1998 | A Hora Mágica                              | Delegado Bandeira     |
| 2013 | Corpo Presente                             | Reginaldo             |
| 2016 | Histórias de Alice                         | Castilho/Alfredo      |

## Treballs com a actor de TV
| Any  | Títol                 | Paper         |
| ---- | --------------------- | ------------- |
| 1967 | O Grande Segredo      | Cássio        |
| 1979 | Cara a Cara           | Tonho         |
| 1982 | O Homem Proibido      | Paulo Villani |
| 1985 | Uma Esperança no Ar   | Ricardo       |
| 1992 | Despedida de Solteiro | Corumbá       |
| 1992 | Pedra Sobre Pedra     | Participação  |
| 1992 | Perigosas Peruas      | Participação  |
| 2004 | Da Cor do Pecado      | Pimenta       |
| 2006 | Carga Pesada          | Tubarão       |

## Treballs com a director
| Any  | Títol                               |
| ---- | ----------------------------------- |
| 1977 | As Seis Mulheres de Adão            |
| 1977 | Dezenove Mulheres e Um Homem        |
| 1978 | Bandido, Fúria do Sexo              |
| 1979 | Desejo Selvagem                     |
| 1980 | A Noite das Taras                   |
| 1980 | Aqui, Tarados!                      |
| 1981 | Pornô!                              |
| 1983 | Caçadas Eróticas                    |
| 1983 | Corpo e Alma de Mulher              |
| 1985 | Estou com AIDS                      |
| 1985 | Novas Sacanagens do Viciado em C... |
| 1985 | Viciado em C...                     |
| 1986 | Sexo Cruzado                        |
| 1986 | Troca-Troca do Prazer               |
| 1988 | O Dia do Gato                       |